# علیمامی گوری
علیمامی گوری (انگلیسی: Alimami Gory؛ زادهٔ ۳۰ اوت ۱۹۹۶) بازیکن فوتبال اهل فرانسه است.
از باشگاه‌هایی که در آن بازی کرده‌است می‌توان به باشگاه فوتبال لو آور اشاره کرد.